# Ultimate Kylie
Ultimate Kylie ist die zweite offizielle Greatest-Hits-Sammlung der australischen Popsängerin Kylie Minogue. Die Sammlung wurde im November 2004 veröffentlicht.

## Hintergrund
Die Doppel-CD enthält alle großen Hits der Sängerin und die zwei neuen Titel I Believe in You und Giving You Up. In Großbritannien verkaufte sich Ultimate Kylie bislang über 770.000, in Deutschland 150.000 Mal und in Österreich mindestens 15.000 Mal.
Minogue veröffentlichte bereits im August 1992 ein erstes offizielles Greatest Hits-Album. Ultimate Kylie beinhaltet viele Singles aus allen ihrer neun Studioalben, die sie mit Stock Aitken Waterman, Deconstruction und Parlophone veröffentlichte.
Gleichzeitig erschien eine DVD mit dem gleichen Titel, die alle Musikvideos der auf der CD aufgeführten Singles, mit Ausnahme von Your Disco Needs You (bei der deutschen Version) und Giving You Up, enthält.

## Titelliste
CD 1
1. Better the Devil You Know (aus Rhythm of Love)
2. The Loco-Motion (aus Kylie)
3. I Should Be So Lucky (aus Kylie)
4. Step Back in Time  (aus Rhythm of Love)
5. Shocked (aus Rhythm of Love)
6. What Do I Have to Do (aus Rhythm of Love)
7. Wouldn’t Change a Thing (aus Enjoy Yourself)
8. Hand on Your Heart (aus Enjoy Yourself)
9. Especially for You with Jason Donovan
10. Got to Be Certain (aus Kylie)
11. Je Ne Sais Pas Pourquoi (aus Kylie)
12. Give Me Just a Little More Time (aus Let’s Get to It)
13. Never Too Late (aus Kylie)
14. Tears on My Pillow (aus Enjoy Yourself)
15. Celebration (aus Greatest Hits)

CD 2
1. I Believe in You
2. Can’t Get You Out of My Head (aus Fever)
3. Love at First Sight (aus Fever)
4. Slow (aus Body Language)
5. On a Night Like This (aus Light Years)
6. Spinning Around (aus Light Years)
7. Kids with Robbie Williams (aus Light Years)
8. Confide in Me (aus Kylie Minogue)
9. In Your Eyes (aus Fever)
10. Please Stay (aus Light Years)
11. Red Blooded Woman (aus Body Language)
12. Giving You Up
13. Chocolate (aus Body Language)
14. Come into My World (aus Fever)
15. Put Yourself in My Place (aus Kylie Minogue)
16. Did It Again (aus Impossible Princess)
17. Breathe (aus Impossible Princess)
18. Where the Wild Roses Grow with Nick Cave (Murder Ballads von Nick Cave)

Die deutsche Version des Albums enthält, im Gegensatz zur internationalen Variante, das Lied Your Disco Needs You anstelle des Titels Please Stay.

## Singles
I Believe in You
Als der erste von zwei neuen Songs auf Ultimate Kylie wurde I Believe in You am 6. Dezember 2004 als Single veröffentlicht. Das Stück nahm Minogue zusammen mit Jake Shears und Babydaddy von den Scissor Sisters auf. Beim dazugehörigen Video führte Vernie Yeung Regie. Als B-Seite wurde B.P.M. veröffentlicht, ein Stück, das bereits während der Aufnahmen zu Body Language entstand. I Believe in You entwickelte sich zu einem europaweiten Hit für Mingoue, der es unter anderem bis auf Platz 2 der britischen Charts schaffte. Allerdings wäre der Song ohne die gleichzeitig veröffentlichte Weihnachtshymne Do They Know It’s Christmas? von Band Aid 20 eine sichere Nummer 1 für die Sängerin in Großbritannien gewesen. In den UK-Radio-Charts hielt sich der Song allerdings für sechs Wochen auf Platz 1. In den deutschen Singlecharts konnte sich I Believe in You aufgrund eines Verkaufsboykotts durch die Metro AG nicht auf den vordersten Rängen der Charts platzieren. So boykottierten die Musikafachmärkte des Unternehmens den Verkauf der Single aufgrund der Tatsache, dass I Believe in You vor dem regulären Veröffentlichungstermin bereits zum legalen Download freigegeben wurde.
Giving You Up
Die zweite Single Giving You Up, produziert von Brian Higgins (Xenomania), erschien am 28. März 2005. Sie enthielt mit dem ebenfalls von Xenomania produzierten Made of Glass eine B-Seite, die bereits im Dezember 2004 inoffiziell im Internet auftauchte und in Tauschbörsen verbreitet wurde. Das Video zu Giving You Up stammt von den französischen Regisseuren Martin Fougerole und Alexandre Courtes, die unter der Bezeichnung Alex & Martin tätig sind und schon Videos von U2 und den White Stripes abdrehten.

## Kommerzieller Erfolg

### Chartplatzierungen
| ChartsChartplatzierungen     | Höchstplatzierung | Wochen |
| ---------------------------- | ----------------- | ------ |
| Australien (ARIA)            | 5 (42 Wo.)        | 42     |
| Deutschland (GfK)            | 10 (24 Wo.)       | 24     |
| Österreich (Ö3)              | 15 (14 Wo.)       | 14     |
| Schweiz (IFPI)               | 19 (14 Wo.)       | 14     |
| Vereinigtes Königreich (OCC) | 4 (44 Wo.)        | 44     |

| ChartsJahrescharts (2004)    | Platzierung |
| ---------------------------- | ----------- |
| Australien (ARIA)            | 42          |
| Vereinigtes Königreich (OCC) | 22          |

| ChartsJahrescharts (2005)    | Platzierung |
| ---------------------------- | ----------- |
| Australien (ARIA)            | 38          |
| Deutschland (GfK)            | 74          |
| Vereinigtes Königreich (OCC) | 86          |

### Auszeichnungen für Musikverkäufe
| Land/Region                  | Auszeichnungen für Musikverkäufe (Land/Region, Auszeichnung, Verkäufe) | Verkäufe    |
| ---------------------------- | ---------------------------------------------------------------------- | ----------- |
| Australien (ARIA)            | 4× Platin                                                              | 280.000     |
| Belgien (BRMA)               | Platin                                                                 | 50.000      |
| Europa (IFPI)                | Platin                                                                 | (1.000.000) |
| Irland (IRMA)                | 3× Platin                                                              | 45.000      |
| Österreich (IFPI)            | Gold                                                                   | 15.000      |
| Spanien (Promusicae)         | Gold                                                                   | 50.000      |
| Vereinigte Staaten (RIAA)    | —                                                                      | 50.000      |
| Vereinigtes Königreich (BPI) | 3× Platin                                                              | 900.000     |
| Insgesamt                    | 2× Gold · 12× Platin ·                                                 | 1.390.000   |

Hauptartikel: Kylie Minogue/Auszeichnungen für Musikverkäufe